# Noord-Russische Rug
De Noord-Russische Rug (Russisch: Северные Увалы; Severnye Oevaly) is de golvende, moerassige waterscheiding tussen het stroomgebied van de Wolga en de Noordelijke Dvina in het noorden van Europees Rusland. De rug loopt van de bronnen van de Kostroma in het westen tot de bovenloop van de Kama en de Vytsjegda in het oosten. 
De rug heeft een lengte van 600 kilometer en een hoogte van 293 meter op de Isakovoberg. De rug is gevormd van gletsjer- en fluvioglaciale afzettingen; op de hoogste delen hebben zich stukken oergesteente ontwikkeld. Het is grotendeels met naaldbossen bedekt met erg moerassige plekken.